# Carlton Football Club
Carlton Football Club (ou Carlton Blues) est un club australien de football australien fondé en 1864. Basés à Carlton au nord de Melbourne, les Blues évoluent en Australian Football League au Visy park (35 000 places)

## Histoire
Fondé en 1864, le club évolue d'abord en Victorian Football Association puis rejoint la Victorian Football League en 1897. Carlton atteint sa première Grand Final en 1904, mais est battu par Fitzroy. En 1906, les Blues disputent la première de leurs cinq finales consécutives. Carlton devient ainsi le premier club à remporter le titre trois saisons de rang. 
Carlton est l'un des clubs les plus titrés du championnat avec 16 titres (l'autre étant Essendon).

## Palmarès
- Champion VFA : 1877, 1887,
- Champion VFL/AFL : 1906, 1907, 1908, 1914, 1915, 1938, 1945, 1947, 1968, 1970, 1972, 1979, 1981, 1982, 1987, 1995